# 薩摩焼酎

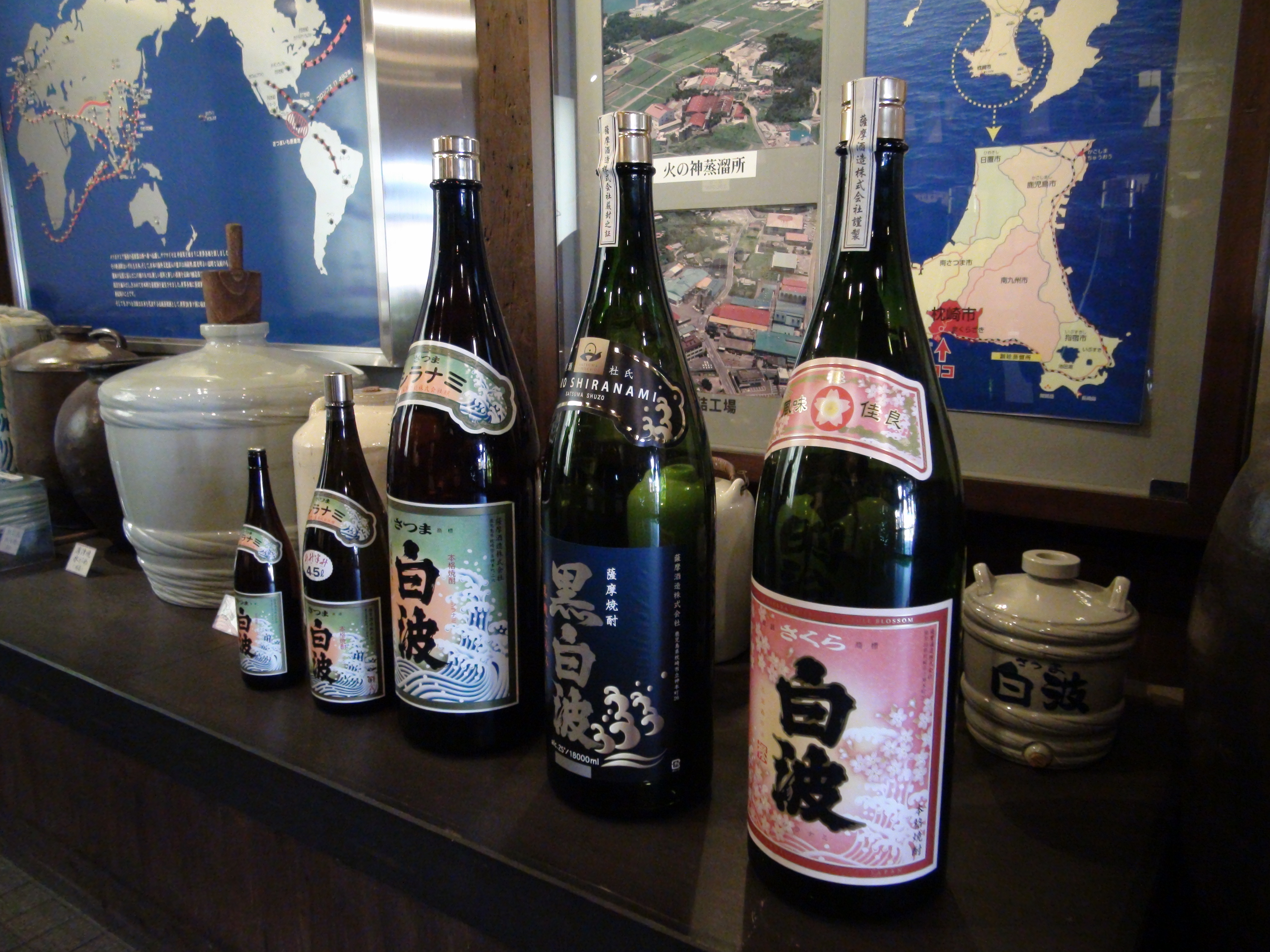
薩摩焼酎（枕崎市の薩摩酒造）

薩摩焼酎（さつましょうちゅう）は、鹿児島県で製造される芋焼酎。酒類の地理的表示に2005年に登録されている。

## 特徴
鹿児島県の広範囲を占めるシラス台地は水はけがよく地下水位が低いため、原料となるサツマイモの栽培に適しており、近世から芋焼酎の生産が盛んに行われてきた。薩摩焼酎には香りと調和した甘く濃厚な味わいがあり、口当たりがなめらかである。また、なんこをして負けた者が飲むという伝統的な風習もある。
2012年の統計では鹿児島県の成人1人あたりの酒類消費量は本格焼酎が26リットルであり、47都道府県で唯一ビール（鹿児島県では18.2リットル）以外の酒類が1位になっている。鹿児島県の製造品出荷額で焼酎は10%を占めて3位となっており、産業的にも重要な品目となっている。
国税庁の地理的表示の対象となるためには、以下の要件を満たす必要がある。なお、ここでの「鹿児島県」は奄美市と大島郡を除く。
- 原料
  - 鹿児島県で収穫されたサツマイモのみを穀類原料とする
  - 麹の原料は米ないし鹿児島県で収穫されたサツマイモのみとする
  - 鹿児島県内で採水した水のみを用いる
- 製法
  - 鹿児島県内で原料の発酵および蒸留を行う
  - 麹、サツマイモ、水を原料とした醪を単式蒸留器により蒸留する
  - 貯蔵する場合は鹿児島県内で行う
  - 鹿児島県内で最終容器に詰める

### 原料
2015年の調査では鹿児島県産のサツマイモのうち43%にあたる14.3万トンが焼酎原料として使用されており、地域の農業生産や経済にとって重要な存在となっている。1966年頃から使用されたコガネセンガンが風味や甘味、高い収量を評価されて1980年代以降は主流となっていたが、貯蔵性や形状に重点を置いて品種改良したサツママサリなども2007年以降は普及が進んでいる。1994年に登録された焼酎向け品種ジョイホワイトの開発には、九州沖縄農業研究センターと鹿児島県工業技術センターに焼酎メーカー5社が参加している。

### 製法
サツマイモは端部や病痕部を除去し、場合によっては皮をむく。黒麹菌や白麹菌によって作られる麹の原料は主に米であり、一部ではサツマイモも麹作成に使われる。麹と水、酵母を混ぜた1次醪で十分に酵母を増やし、蒸したサツマイモを加えて2次醪を8-10日間発酵させる。発酵後の醪はアルコール度数13-15度になっており、これを常圧で蒸留したのち熟成させる。

### 生産者

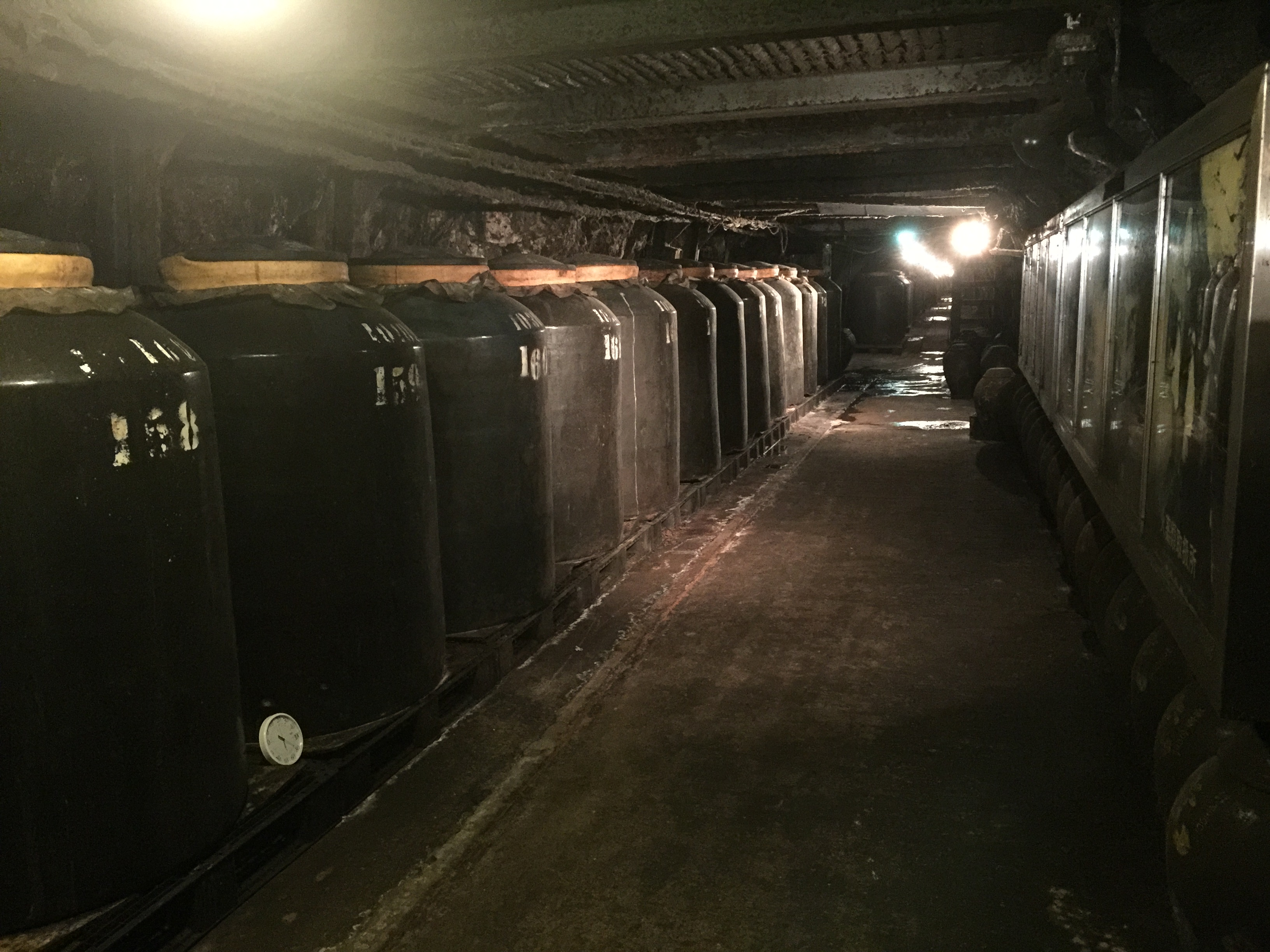
薩摩金山蔵で熟成している薩摩焼酎

2017年現在、鹿児島県酒造組合に加入している焼酎メーカーは100社あり、原酒を供給する非組合員も含めると114社に達する。1社を除いて全て資本金3億円以下の中小企業で、内61社は資本金1,000万円以下である。製成数量が2,000キロリットルを超える大規模な事業者は17社あるが、400キロリットル以下の事業者が60社と全体の62%を占めている。
2017年の鹿児島県内の本格焼酎生産量は147,224キロリットルであり、そのうち28,880キロリットルが桶売りによって製造業者間で取引されている。サツマイモの収穫は9-10月であるため薩摩焼酎の生産は10-12月に集中しており、それ以外の季節は麦焼酎などを生産して大分のメーカーなどに桶売りしているという特徴がある。
伝統的な製法は南さつま市笠沙町黒瀬地区の黒瀬杜氏、同市金峰町阿多地区の阿多杜氏などの杜氏によって製造技術が継承されている。また、薩摩酒造などの大手メーカーは自前の研究開発体制を整えているほか、鹿児島県工業技術センターや鹿児島大学農学部の焼酎・発酵学教育研究センターなど公的機関による研究・開発も行われている。

## 歴史

### 近世
薩摩国の伊佐には、永禄2年（1559年）に焼酎に関する日本最古の記述がされた棟木札のある郡山八幡神社が位置し、中世から米などにより焼酎が作られていた。『三国名勝図会』には、焼酎の製法は中国から琉球王国経由で薩摩藩に伝わったという記述がある。
宝永2年（1705年）には琉球王国から薩摩の山川にサツマイモが伝わり、水はけが良くて稲作に適さないシラス台地での栽培が急速に広まった。18世紀前半にはサツマイモを用いた芋焼酎が藩内で作られていたとみられる。18世紀後半の天明年間には自家醸造を含めて鹿児島城下の3町で350軒以上、藩内では3,700軒以上が焼酎を製造していた。同期間に薩摩を訪れた『西遊記』には、「薩摩では良好な日本酒が得られないため、ほとんどの人は焼酎を飲む」とある。また、米焼酎はこめん焼酎、芋焼酎はからいもん焼酎という名前で呼ばれていた。
19世紀半ばに島津斉彬がサツマイモの栽培を奨励すると、製造技術の進歩もあって薩摩藩内の焼酎原料は米から芋に推移していった。この頃、八丈島には遠島（流罪）に処せられた薩摩商人によって芋焼酎の製法が伝わっている。

### 近代
明治初期の『薩摩見聞記』によれば、当時の薩摩には地場産の灰持酒と焼酎、琉球産の泡盛、上方などの日本酒があり、安価な焼酎が最も広く飲まれていた。1898年12月には自家用酒の製造が禁止されたが、当時の南九州には販売目的の焼酎製造者が少なく、密造を防ぐため集落ごとに共同の製造場が設けられるようになった。特に芋焼酎については岩川や鹿屋以外では市販品が流通していなかったが、1900年になって日置郡から鹿児島市向けに出荷が始まったのを契機に鹿児島市内でも商業目的の生産が始まった。勝正憲が鹿児島税務監督局長に就任すると1911年から翌年にかけて焼酎製造場の整理を断行し、70%減の485場まで製造者は減少している。
また、明治末になると、麹とサツマイモ、水を同時に仕込む一段仕込みに代わって日本酒のような二段仕込みが行われるようになり、さらに1次醪→2次醪と分けて仕込みを行うようになっていった。また同時期に黄麹菌から黒麹菌への切替も進み、クエン酸の生成によって雑菌の繁殖による腐造を避けられるようになった。これによりアルコール収得量が20%から30%に大きく改善され、香りもすっきりとしてハイカラ焼酎と呼ばれた。大正に入ると麹原料には唐粉米と呼ばれる外米材料が用いられるようになり、1913年時点の鹿児島産焼酎の平均価格は1石（180リットル）あたり55円だった。
焼酎価格の低迷を受け、1924年から鹿児島県酒造組合連合会は自主的な製造制限を行い、さらに1932年には過去3年間の生産量の10%減を罰則金付きで制定している。第二次世界大戦が始まると、自主規制から国家総動員法による生産規制へと移行していった。1942年にはサツマイモが配給制の対象となっている。

### 現代
1950年になるとサツマイモが統制から外れるなど原料が安定して供給されるようになり、収量は50-60%から76%程度まで向上した。また、この頃に白麹菌の使用も始まっている。一方で販売競争が再び激化したことから、1954年から1968年まで鹿児島県内で生産総量の自主規制が行われた。1957年からは従来の容量300-500リットルの甕仕込みに替えて、容量1,800-6,000リットルの金属タンク仕込みを行う業者が現れている。
1970年代の第1次焼酎ブームでは薩摩酒造のさつま白波などがヒットし、福岡市など北部九州まで芋焼酎の市場が新たに広がった。一方、減圧蒸留法の進展による淡麗な味わいの麦焼酎などが中心になった1980年代の第2次焼酎ブームでは、粘度が高い芋の醪を使うため減圧蒸留に向かない芋焼酎には大きな売り上げ伸長はなかった。その後、魔王や伊佐美などの銘柄が人気を博し、幻の焼酎と呼ばれるようになった。
1989年には鹿児島県工業技術センターが事務局となって本格焼酎技術研究会が設立され、単独の技術開発が困難な中小メーカーも生産技術を進める体制を整えていった。また、鹿児島県では焼酎メーカーが主導するサツマイモ生産組合が焼酎の仕込み時期に合わせた栽培計画を立て、メーカー側も県内産のサツマイモを積極的に使用するなどの緊密な取り組みが進み、これらによるサツマイモの品質向上によって芋焼酎の風味改善なども進められた。このような品質向上などの取り組みが進んだところに2000年代の第3次焼酎ブームが発生し、九州外向けの薩摩焼酎の課税移出数量が2000年から2007年の7年間で約20,000キロリットルから約80,000キロリットルまで、4倍に急増している。この第3次ブームでは大手酒造メーカーの焼酎市場参入が多く見られ、宝酒造の一刻者を小牧醸造、サントリーの黒丸を濵田酒造が、それぞれ生産している。2005年には国税庁の酒類の地理的表示に登録されている。